# Paludosus
Paludosus er et latinsk adjektiv dannet til substantivet palus = "sump" eller "morads". Det betyder derfor "det, som er knyttet til sumpen" eller bare "sump-". Ordet bruges ofte som artsepitet i botaniske og zoologiske navne, hvor det henviser til den sumpbiotop, hvor arten hører hjemme.
Når ordet beskriver navne i hunkøn, hedder det paludosa, og i intetkøn bliver det paludosum.
| Naturvidenskab | Spire Denne naturvidenskabsartikel er en spire som bør udbygges. Du er velkommen til at hjælpe Wikipedia ved at udvide den. |